# Larme ultime
Larme ultime (最終兵器彼女, Saishū heiki kanojo), parfois désigné sous l'abréviation Saikano, est un seinen manga de Shin Takahashi, prépublié dans le Big Comic Spirits entre décembre 1999 et octobre 2001 et publié par Shōgakukan en un total de sept tankōbon. La version française est publiée par Delcourt. Le manga est considéré par Motoko Tanaka comme une œuvre représentative d'un sous-genre de fiction japonaise populaire dans les années 2000, le Sekaikei,,. 
Le manga est adapté en une série animée de treize épisodes produite par Gonzo Digimation et distribuée en France par Déclic Images.

## Personnages
Chise (ちせ)
Voix japonaise : Fumiko Orikasa
Héroïne de l'histoire, Chise est l'arme ultime. Elle est petite, maladroite, timorée et timide. Elle a la particularité de beaucoup se blesser et de toujours s'excuser en disant "pardon" à longueur de temps, ce qui énerve particulièrement son petit-ami Shûji.
Shûji (シュウジ, Shūji)
Voix japonaise : Shirou Ishimoda
Héros de l'histoire (Appelé aussi Shû-chan). Ancien du club d'athlétisme, il est grand et sportif. Malgré son cynisme et son apparence froide, il accepte de devenir le petit-ami de Chise et tentera de la protéger. Il cache beaucoup ses sentiments et ne sait jamais vraiment comment réagir face à Chise.
Akemi (アケミ)
Voix japonaise : Yū Sugimoto (en)
Amie commune de Chise et Shûji, elle suit de près leur histoire, essayant de les aider à vaincre leur timidité l'un vis-à-vis de l'autre. Personnage vif et actif, elle tente de « secouer » un peu ses amis dans leur relation.
Atsushi (アツシ)
Voix japonaise : Tetsu Shiratori
Tetsu (テツ)
Voix japonaise : Shinichiro Miki
Fuyumi (ふゆみ)
Voix japonaise : Miki Ito
Premier amour de Shûji, mariée à un soldat parti sur le front. Dans sa solitude, elle retrouve Shûji avec qui elle a une relation. Elle utilise le suffixe sempai car Fuyumi était l'aînée hiérarchique de Shûji dans le club d'athlétisme.
Mizuki (ミズキ)
Voix japonaise : Ai Orikasa (en)
Take
Voix japonaise : Kishô Taniyama
Nori
Voix japonaise : Hiroki Shimowada
Yukari
Voix japonaise : Sachiko Kojima
Takamura
Voix japonaise : Kishô Taniyama
Kawahara
Voix japonaise : Atsushi Ii (en)

## Manga

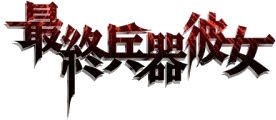
Logo original du manga.

Scénarisé et illustré par Shin Takahashi, Larme ultime (最終兵器彼女, Saishū heiki kanojo) est prépublié dans le magazine seinen Big Comic Spirits entre le 27 décembre 1999 et le 48e numéro du magazine, sorti le 29 octobre 2001,. Shōgakukan publie la série en sept tankōbon sortis entre le 30 mai 2000 et le 25 décembre 2001. Un chapitre one-shot est prépublié le 30 janvier 2006 puis publié sous forme d'un volume gaiden, parmi d'autres chapitres one-shot, sorti le 19 juillet 2006. La série est publiée à nouveau par Shōgakukan sous la forme de quatre volumes aizoban sortis entre le 30 septembre 2019 et le 26 décembre 2019,.
La version française est publiée par Delcourt en sept volumes sortis entre le 24 janvier 2003 et le 24 mars 2004. Le volume spin-off est publié le 15 octobre 2008  (ISBN 978-2-7560-1496-8) sous le titre Vers la lumière. Une édition double est éditée par Delcourt/Tonkam en trois volumes sortis entre le 1er février 2023 et le 13 septembre 2023. En Amérique du Nord, la série est publiée en version anglaise par Viz Media en 2003. Les sept volumes sortent entre le 16 juin 2004 et le 10 janvier 2006.

## Adaptations

### Série d'animation
Une série d'animation de treize épisodes produite par Gonzo est diffusée au Japon sur la chaîne cablée Family Gekijo (en) entre le 2 juillet 2002 et le 24 septembre 2002,. Yuria Yato interprète à la fois le générique d'ouverture et celui de fin, respectivement Koisuru Kimochi (恋スル気持チ) et Sayonara (サヨナラ). Un coffret Blu-ray incluant les treize épisodes et les deux épisodes OVA sort le 12 septembre 2018.
En France, la série est distribuée par Déclic Images[réf. nécessaire]. En Amérique du Nord, la série est distribuée par Viz Media sous la forme de 4 boitiers DVD sortis entre le 27 avril 2004 et le 9 novembre 2004,. Un coffret DVD sort le 15 novembre 2005. Sentai Filmworks obtient la licence en 2014 et l'exploite sous le titre She, the Ultimate Weapon avec la sortie d'un DVD le 7 avril 2015 et un Blu-ray le 26 octobre 2021,
Au Royaume-Uni, la licence est éditée par Manga Entertainment sous le titre She, the Ultimate Weapon avec trois DVD sortis entre le 15 mai 2006 et le 21 août 2066,. En Australie et Nouvelle-Zélande, la série est éditée par Madman Entertainment avec quatre DVD sortis entre le 21 juillet 2004 et le 12 janvier 2005 et une intégrale DVD sortie le 7 décembre 2005.

### Original video animation
Un OVA intitulé Saikano: Another Love Song et exploitant une histoire parallèle est produit par Studio Fantasia en deux épisodes sortis le 5 août 2005 et le 21 septembre 2005,,. L'OVA est édité en Amérique du Nord par Viz Media le 9 mai 2006 et au Royaume-Uni par Manga Entertainment le 29 janvier 2007.

### Adaptation cinématographique
Une adaptation cinématographique en prises de vues réelles réalisée par Taikan Suga (須賀大観) avec Aki Maeda dans le rôle de Chise et Shunsuke Kubozuka (窪塚俊介) dans celui de Shûji est projeté en avant-première  au Festival international du film de Tokyo le 29 octobre 2005 suivi d'une sortie cinéma le 27 janvier 2006.